# Myzomela rubrobrunnea
Myzomela rubrotincta (медовичка біяцька) — вид горобцеподібних птахів родини медолюбових (Meliphagidae). Ендемік Індонезії. Раніше вважався підвидом темної медовички, однак був визнаний окремим видом у 2021 році.

## Поширення і екологія
Біяцькі медовички є ендеміками острова Біак. Вони живуть у вологих тропічних лісах.